# Dutch Podcast Awards 2022
De vijfde uitreiking van de Dutch Podcasts Awards vond plaats op 14 november 2022 in het Nederlands Instituut voor Beeld en Geluid in Hilversum. 
Voor de editie van 2022 werden door het publiek zo'n 45.000 podcasts genomineerd door ongeveer 31.000 mensen. Uiteindelijk zijn hieruit door een weging van de nominaties en de keuzes van de vakjury, 65 podcasts genomineerd in 13 verschillende categorieën.

## Record aantal stemmen
In 2022 werden in totaal 175.000 stemmen uitgebracht. Dat waren er aanzienlijk meer dan bij de vorige verkiezingen in 2021, toen ruim 100.000 stemmen werden uitgebracht. De publieksstemmen telden voor 80% mee in de eindscore. De andere 20% kwam van een vakjury. Drie winnaars zijn door een jury aangewezen: beste artwork, beste sound design en 200+. Deze categorie beloont de beste podcast met minimaal 200 afleveringen.

## Winnaars en genomineerden
De winnaars staan bovenaan in vet lettertype.

### Beste Podcast van Nederland
- Achter Gesloten Deuren (het Financieel Dagblad)

### Meningen & Maatschappij
- Marc-Marie & Aaf Vinden Iets
- Weer een dag
- Maarten van Rossem – de Podcast
- Laten we Praten
- TPO Podcast

### Media, Cultuur & Entertainment
- De mediameiden
- Flikken de Podcast
- Content Wars
- Elektra Podcast
- Boeken FM

### Nieuws & Politiek
- Boekestijn & De Wijk
- Europa Draait Door
- De Stemming van Vullings en Van der Wulp
- Amerika Podcast
- Voordat De Bom Valt

### Business
- Achter gesloten deuren
- Het Nieuwe Geld
- De Interieur Club Podcast
- Mister Don
- Hoge Bomen

### True Crime
- Napleiten
- Moordzaken
- Moordcast
- Duister de podcast
- In de ban van Rian

### Lifestyle
- BROERS met Sam & Tim
- Geuze & Gorgels
- Celine Charlotte
- Vrouwmibo de podcast
- De Beste Smaak van Nederland

### Sport
- F1 aan tafel
- De boordradio
- Dick Voormekaar Podcast
- Live Slow Ride Fast
- RacingNews 365

### Wetenschap & Educatie
- Dinocast
- De Grote Podcastlas
- De Vogelspotcast
- SterrenStof
- My Future Dream Job

### Brandstory
- Blootgewoon (NFN Open & Bloot)
- Beter Worden (JOIN Cycling)
- En opeens ben je manager (ISBW)
- Op weg naar de magie (Disneyland Parijs)
- Ondernemerslust (Nationale Nederlanden)

### Tech & Games
- TechGirl Podcast
- Nerd Culture
- Satoshi Radio
- Ron en Erik Podcast
- Bonuslevel

### 200+
- De Eeuw van de Amateur
- Kein Geloel
- Kleine Boodschap
- Lang verhaal kort
- MovieInsiders

### Sound Design
- KwaadAardig
- Lagelieder
- Mr. Big
- Sara's Mysteries
- Traanjagers

### Artwork
- Giep
- Jong en Vast
- Het Nieuwe Geld
- Reality Check
- Alle Geschiedenis Ooit